# Pontypool – A zombik városa
A Pontypool 2008-ban bemutatott kanadai horror-thrillerfilm, melyet Bruce McDonald rendezett. A forgatókönyvet Tony Burgess írta, 1995-ös Pontypool Changes Everything című regénye alapján. A filmet és a vele egy időben gyártott rádiójátékot Orson Welles Világok harca című klasszikus műve inspirálta. A főbb szerepekben Stephen McHattie, Lisa Houle és Georgina Reilly látható.
A filmet Torontóban, nem a filmben szereplő Pontypool nevű településen forgatták. A magyar nyelvű változatot a Cinetel Kft. hozta forgalomba.

## Cselekmény
Az ontariói Pontypool nevű kisvárosban Grant Mazzy rádióbemondó és munkatársai stúdiójukból tudósítanak egy éppen kialakuló, hátborzongató helyzetről.

## Szereplők
| Szerep              | Színész          | Magyar hang    | Magyar hang        |
| Szerep              | Színész          | 1. szinkron    | 2. szinkron (2020) |
| ------------------- | ---------------- | -------------- | ------------------ |
| Grant Mazzy         | Stephen McHattie | Rosta Sándor   | Dolmány Attila     |
| Sydney Briar        | Lisa Houle       | Bertalan Ágnes | Németh Kriszta     |
| Laurel Ann Drummond | Georgina Reilly  | Csondor Kata   | Csifó Dorina       |
| Dr. Mendez          | Hrant Alianak    | Faragó András  | Albert Péter       |
| Ken Loney           | Rick Roberts     | Kapácsy Miklós | Renácz Zoltán      |
| Jay (Osama)         | Boyd Banks       |                |                    |
| Tony (Lawrence)     | Tony Burgess     |                |                    |
| Colin (Daud)        | Rachel Burns     |                |                    |

## Fogadtatás
A film nagyrészt pozitív visszajelzéseket kapott, a Rotten Tomatoes-on 86 kritikus véleményét összegezve 84%-os értékeléssel rendelkezik. A kritikai konszenzus így ír a filmről: „Szellemes és visszafogott, de mégis feszes és humoros: a Pontypool a kis költségvetésű zombifilmek egy egészen más fajtáját képviseli.”